# 茨城大学の人物一覧
茨城大学の人物一覧（いばらぎだいがくのじんぶついちらん）は、茨城大学に関係する人物の一覧記事。

## 著名な教職員

### 人文社会科学部
- 伊藤哲司 - 現代社会学科教授。社会心理学、サステイナビリティ学
- 高野光平 - 現代社会学科教授。メディア史
- 野田真里 - 現代社会学科教授。国際関係論、開発経済学、持続可能な開発
- 上田悠久 - 法律経済学科講師。政治哲学、社会思想史
- 伊藤孝 - 教育学部教授。地質学
- 青山和夫 - 人間文化学科教授。考古学、文化人類学
- 藤原貞朗 - 人間文化学科教授。美術史
- 伊藤聡 - 人間文化学科教授。日本思想史
- 高橋修 - 人間文化学科教授。日本古代中世史
- 谷口基 - 人間文化学科教授。日本近現代文学

### 理工学研究科
- 大塚富美子 - 理学野数学・情報数理領域准教授。幾何学
- 近藤久 - 工学野機械システム工学領域講師。知能情報学、計算機科学
- 宮嶋照行 - 工学野電気電子システム工学領域教授。信号処理
- 羽渕裕真 - 工学野情報科学領域教授。通信工学
- 遠藤克彦 - 工学野都市システム工学領域教授。建築家
- 大山研司 - 工学野ビームライン科学領域教授。物理学

## 元教員
- 小野高明 - 植物学（工学部教授）
- 山根爽一 - 蜂の生態（教育学部教授）
- 及川馥 - フランス文学者（人文学部名誉教授）
- 磯田道史 - 歴史学者（日本近世・近代史・日本社会経済史) (2004-2008)(人文学部准教授)
- 中原重樹 - 農学部教授、明治大学教授、日本食肉科学会初代会長

## 著名な出身者

### 財界・官界
- 内ヶ崎功 - 元日立化成工業会長
- 佐藤深一郎 - 日立GEニュークリア・エナジー社長
- 塙治夫 - 元駐オマーン特命全権大使
- 藤田史郎 - 元NTTデータ会長、元日本品質管理学会会長
- 山口やちゑ - 元茨城県副知事、茨城県立歴史館長

### 政界
- 若山慎司 - 衆議院議員
- 吉原三郎 - 岩井町長
- 渡部尚 - 東村山市長
- 大久保太一 - 常陸太田市長
- 矢数浩 - 常陸大宮市長

### 研究者・学者
- 大場幸夫 - 保育学者、元大妻女子大学学長
- 永井健一 - 機械工学者、群馬大学名誉教授、元日本機械学会機械力学・計測制御部門長
- 根本直人 - 進化分子工学者、埼玉大学大学院理工学研究科教授
- 若山照彦 - 世界初のクローンマウス誕生に成功、山梨大学教授
- 原田慶恵 - 物理学者、大阪大学教授、元京都大学教授、元日本生物物理学会会長
- 吉成正雄 - 東京歯科大学口腔科学研究センター・口腔インプラント学研究部門主任教授
- 山海嘉之 - 世界初のロボットスーツ「HAL」の開発、筑波大学教授
- 今川和彦 - 獣医学、東京大学教授
- 長峯純一 - 経済学者、関西学院大学教授、同大学副学長
- 荒木田岳 - 歴史学者、福島大准教授
- 河西邦人 - 経営学者、札幌学院大学学長
- 桜井淳 - 物理学者、日本原子力研究開発機構研究員
- 金子勇 - Winny開発者、元東京大学特任講師
- 石谷行 - 教育学者、平和活動家、法政大学名誉教授
- 高橋実 - 歴史学者、国文学研究資料館名誉教授、元日本アーカイブズ学会会長
- 吉崎静夫 - 教育心理学者、日本女子大学教授
- 道又爾 - 認知心理学者、上智大学名誉教授

### 文学
- 今瀬剛一 - 俳人
- 川村ハツエ - 歌人・翻訳家
- 齋藤貢 - 詩人
- 関口尚 - 作家
- 高野史緒 - 作家 第58回江戸川乱歩賞受賞
- 本間洋平 - 作家

### 芸術
- 浅野暢晴 - 彫刻家、日本現代陶彫展銀賞
- 山崎猛 - 彫刻家
- 蛭田二郎 - 彫刻家
- 能島征二 - 彫刻家
- 富張広司 - 版画家

### 芸能
- 牧野ステテコ - お笑い芸人
- 立川志ら玉 - 落語家
- 椿野ゆうこ - アイドル、グラビアアイドル、気象予報士

### スポーツ
- 伊東竜二 - プロレスラー ※中退
- 眞中幹夫 - サッカー指導者、元Jリーガー
- 日向野知恵 - ブラジリアン柔術家、元プロボクサー
- 松本剛 - ラグビーレフリー
- 山口真未 - 競輪選手[1]

### マスメディア
- 森花子 - NHKアナウンサー
- 森葉子 - テレビ朝日アナウンサー
- 神ひろし - 中京テレビ放送アナウンサー
- 上野紋 - フリーアナウンサー
- 椿田恵理子 - 秋田放送アナウンサー

### その他
- 岩本佳浩 - 漫画家
- ながてゆか - 漫画家
- 長谷川五郎 - オセロ開発者
- 増田晴彦 - 漫画家
- ラレコ - ウェブアニメーター、やわらか戦車制作者
- 梨衣名 - ファッションモデル